# Thayet (kommun)
Thayet är en kommun i Myanmar.   Den ligger i regionen Magwayregionen, i den centrala delen av landet, 120 km väster om huvudstaden Naypyidaw. Antalet invånare är 103 742.